# Алаа Беллааруш
Алаа Беллааруш (фр. Alaa Bellaarouch, араб. علاء بلعروش; нар. 1 лютого 2002) — марокканський футболіст, воротар португальського клубу «Брага».

## Клубна кар'єра

### «Страсбур»
Вихованець академії Мухаммеда VI. В жовтні 2020 року приєднався до академії французького «Страсбура». 25 жовтня 2020 року дебютував за резервну команду в матчі Насьйоналя 3 проти «Нансі Б».
В червні 2022 року продовжив контракт з клубом до 2025 року. 17 червня 2022 року відправився в сезонну оренду в «Стад Бріошен». 12 серпня дебютував за нову команду в матчі Насьйоналя проти клубу «Ред Стар». Всього за час оренди провів 14 поєдинків, а також ще одну гру за резервну команду.
6 січня 2024 року дебютував в основному складі «Страсбура» в матчі Кубка Франції проти «Авуана». 11 січня продовжив контракт з клубом до літа 2027 року. 2 лютого 2024 року в поєдинку проти клубу «Парі Сен-Жермен» дебютував у Лізі 1. У цій ж грі відбив пенальті від Кіліана Мбаппе.
У вересні 2024 року переніс операцію на аддукторі, через яку пропустив близько 6-8 тижнів.

### «Брага»
26 червня 2025 року перейшов у португальську «Брагу», підписавши п'ятирічний контракт. Сума трансферу становила 300 тисяч євро.

## Кар'єра в збірній
Виступав за збірні Марокко до 15, до 17, до 20 і до 23 років. В лютому 2021 року в складі збірної до 20 років виступав на молодіжному Кубку африканських націй в Мавританії. На турнірі провів усі чотири поєдинки, а його команда дійшла до чвертьфіналу, де програла збірній Тунісу.
В червні 2023 року потрапив в заявку збірної до 23 років на домашній молодіжний Кубок африканських націй. На турнірі був основним воротарем та провів чотири матчі, а його команда здобула золоті нагороди, перемігши у фіналі єгиптян.

## Статистика виступів
Станом на 17 серпня 2025
| Клуб              | Сезон             | Чемпіонат         | Чемпіонат | Чемпіонат | Кубок | Кубок | Кубок ліги | Кубок ліги | Єврокубки | Єврокубки | Інші  | Інші | Всього | Всього |
| Клуб              | Сезон             | Дивізіон          | Матчі     | Голи      | Матчі | Голи  | Матчі      | Голи       | Матчі     | Голи      | Матчі | Голи | Матчі  | Голи   |
| ----------------- | ----------------- | ----------------- | --------- | --------- | ----- | ----- | ---------- | ---------- | --------- | --------- | ----- | ---- | ------ | ------ |
| Страсбур Б        | 2020–21           | Насьйональ 3      | 1         | 0         | —     | —     | —          | —          | —         | —         | —     | —    | 1      | 0      |
| Страсбур Б        | 2021–22           | Насьйональ 3      | 17        | –20       | —     | —     | —          | —          | —         | —         | —     | —    | 17     | –20    |
| Страсбур Б        | 2024–25           | Насьйональ 3      | 3         | –1        | —     | —     | —          | —          | —         | —         | —     | —    | 3      | –1     |
| Страсбур Б        | Всього            | Всього            | 21        | –21       | 0     | 0     | 0          | 0          | 0         | 0         | 0     | 0    | 21     | –21    |
| → Стад Бріошен    | 2022–23           | Насьйональ        | 14        | –16       | 0     | 0     | —          | —          | —         | —         | —     | —    | 14     | –16    |
| → Стад Бріошен Б  | 2022–23           | Насьйональ 3      | 1         | –2        | —     | —     | —          | —          | —         | —         | —     | —    | 1      | –2     |
| Страсбур          | 2021–22           | Ліга 1            | 0         | 0         | 0     | 0     | —          | —          | —         | —         | —     | —    | 0      | 0      |
| Страсбур          | 2023–24           | Ліга 1            | 15        | –26       | 4     | –2    | —          | —          | —         | —         | —     | —    | 19     | –20    |
| Страсбур          | Всього            | Всього            | 15        | –26       | 4     | –2    | 0          | 0          | 0         | 0         | 0     | 0    | 19     | –28    |
| Брага             | 2025–26           | Прімейра-ліга     | 0         | 0         | 0     | 0     | 0          | 0          | 0         | 0         | 0     | 0    | 0      | 0      |
| Всього за кар'єру | Всього за кар'єру | Всього за кар'єру | 51        | –65       | 4     | –2    | 0          | 0          | 1         | 0         | 0     | 0    | 55     | –67    |

## Досянення
Збірна Марокко (до 23)
- Переможець молодіжного Кубка африканських націй (до 23 років): 2023[20]